# Footbag

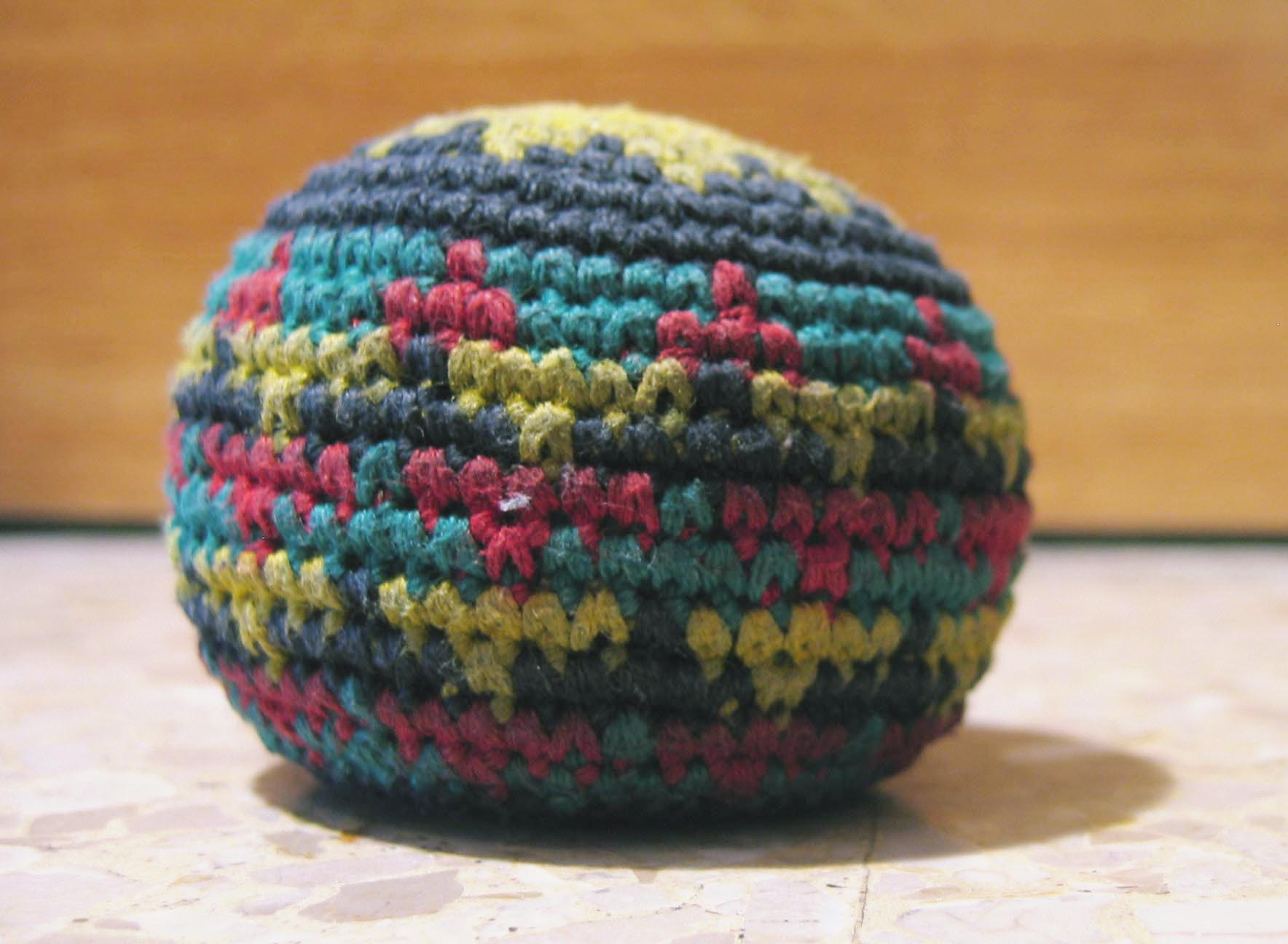
Hacky Sack

Footbag je sport, který hrají mladí lidé po celém světě. Je často zmiňován jako Hacky Sack (podle názvu produktu firmy Wham-O, Inc.), případně počeštěně hakysák nebo hakisák. Footbag existuje jako soutěžní sport již od sedmdesátých let. Každý rok se pořádá mnoho footbagových turnajů a festivalů po celém světě (nejznámější český závod se jmenuje TODEXON CUP).
Hacky Sack vznikl v létě roku 1972. Jistý Mike Marshall vyrobil z fazolí zašitých do špičky ponožky novou hračku. Naučil se s ním pár triků a proslavit Hacky Sack mu pomohl jeho přítel John Stalberger, který mu dal právě jméno Hacky Sack. S pomocí dalších založil John Stalberger National Hacky Sack Association. Poté prodal práva na produkt firmě Kransko (patřící pod značku Wham-O), která také vyrábí frisbee.
Footbag jako sportovní disciplína již má svoji instituci,  která řídí různé aspekty kompetitivního footbagového hraní: International Footbag Committee skládající se z hráčů a členů footbagové komunity. Jejími hlavními zástupci jsou Scott Milne a Steve Goldberg. National Hacky Sack Association se přejmenovala na World Footbag Association, která je oficiální hráčskou organizací zabývající se prezentací sportu ve světě. V Česku se o propagaci tohoto sportu stará Česká footbagová asociace, která pravidelně pořádá Mistrovství republiky ve footbag freestyle i footbag net.
Hakys je slovo označující bílého muže vyznavající rastafariánství se zálibou v hip-hopu.

## Rozdělení footbagu
Základními (soutěžními) disciplínami footbagu jsou footbag freestyle a footbag net. Každý hráč (pokud to typ soutěže umožňuje) se podle pokročilosti a vlastního uvážení zařadí do kategorie intermediate (středně pokročilých) nebo open (profesionálních) hráčů.

### Footbag Freestyle
Footbag freestyle je artistickou formou tohoto moderního sportu a při soutěžích se dělí na jednotlivce a dvojice, na ženy a muže a také na středně pokročilé – intermediate a profesionály - Pro.

#### Posuzování hráčů
- choreografie
- obtížnost
- různorodost
- provedení

Pro různorodost musí hráči předvést triky obsahující pět základních kategorií:
- obratnost nohou (obtočení footbagu nohou)
- zastavení (chytnutí)
- otočky – skoky a slepé triky
- neobvyklá plocha (např. hlava nebo lýtko)
- pohyby, kdy jedna noha kříží druhou ( X-body)

Každý trik má určité obtížnostní hodnocení. Průměrná obtížnost každého pohybu a celková obtížnost sestavy jsou sečteny, aby určily hráčovo hodnocení za obtížnost.
Provedení se posuzuje podle plynulosti, jistoty a především schopnosti hráče udržet footbag co nejdéle ve vzduchu bez zbytečných chyb.

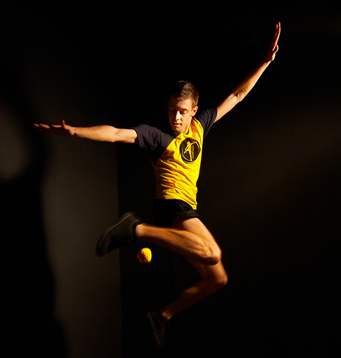
Osmiminásobný a aktuální mistr světa z roků 2011, 2012 a 2013 a 2020 Jan Weber

#### Jednotlivci (Open Singles Freestyle)
singles routine (rutina - dvouminutové představení) - hráč v průběhu dvou minut (za hudebního doprovodu) prezentuje své celkové schopnosti při práci s footbagem; rozhodčí hodnotí jak technické dovednosti, tak artistickou složku (umělecký dojem, show) pomocí skóre od 0 (nejméně) do 6 (nejvíce) bodů při zachování 1 desetinného místa.
shred 30 (třicetisekundová smršť triků) - hráč má 30 sekund na předvedení co nejvíce různorodých triků s nejvyšší možnou obtížností; hodnotí se čistě technická stránka hry; výsledné pořadí je dáno bodovým skóre, které se vypočitá podle daného vzorce
sick 3 (řetězec tří triků po sobě) - trojkombinace triků, na kterou má hráč více pokusů (obvykle mezi pěti až osmi); hodnotí se technická obtížnost, provedení triků a komponenty triků (otočení se kolem své osy, obtočení hlavou atd.)
big 1 (jeden trik samostatně) - hráč má více pokusů (většinou pět až osm) na to, aby předvedl co nejobtížnější a nejpůsobivější trik s co možná nejlepším provedením

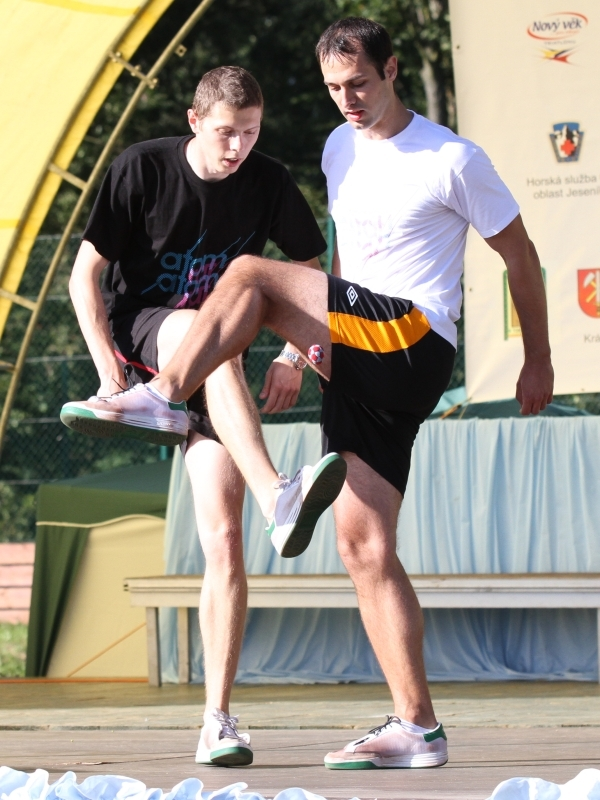
Nejúspěšnější dvojice v historii sportu, několikanásobní mistři světa a Evropy a inovátoři disciplíny dvojic Martin Sládek a Tomáš Tuček

#### Dvojice (Open Doubles Freestyle)
doubles routine (rutina dvojic) - stojí na podobném principu jako rutina jednotlivců, ale trvá 3 minuty a oproti soutěži jednotlivců se hodnotí synchronizace (oba hráči provádějí ve stejný okamžik shodné triky), prohozy (oba hráči hrají s 1 míčkem, který si prohazují pod nohama a provádějí jednotlivé triky) a společné triky (hráči stojí naproti sobě a provádějí triky s 1 míčkem, přičemž v daný okamžik hraje vždy jen 1 hráč); hráči také do vystoupení mohou zapojit asynchronizace (hraje pouze 1 z hráčů)

### Footbag Net (síť)
Footbag síť je kurtová hra určena pro jednotlivce nebo dvojice, kde hráči kopou footbag přes 1,5 m vysokou síť. Na soutěžích je rozdělení do jednotlivců a dvojic, na ženy a muže a také na středně pokročilé – intermediate a profesionály – pro.
Pravidla pro dvojice jsou hodně podobná volejbalovým: na každé straně jsou hráčům povoleny tři doteky. U jednotlivců už to jsou jen dva doteky.
Footbag (míček který je většinou 32-panelový sešitý z vinylu nebo kůže) se smí dotknout hráčova těla jen v části pod koleny. Footbag síť kombinuje kurtovou strategii tenisu se strategií volejbalu: nahrávka – smeč. Hráči smečují footbag přes síť s použitím podrážky boty, placírky nebo vnější části boty (šajtle). Ještě více obtížné jsou bloky, které hráči používají jako obranu před smečujícím protivníkem. Hráči blokují smečaře nad sítí, čímž vznikají náramné bitvy doslova noha na nohu.
Hrací kurt o velikosti 6,25 m × 13,75 m je rozdělen do čtyř stejných kvadrantů pro servis. Jako ve volejbale bod získává ten, který podává. Hra se může hrát do 11 nebo 15 bodů a musí se zvítězit o dva body.

#### Jednotlivci (Open Singles Net )
singles net (síť) jeden hráč na každé straně hřiště (o rozměrech cca 13,5 × 6 m); hráči kopou míček přes síť (výška 150 cm) takovým způsobem, aby jej umístili do hrací plochy protihráče a zároveň nedopadl na jejich vlastní polovině na zem

#### Dvojice (Open Doubles Net )
Základní systém je stejný jako u jednotlivců, přičemž na každé straně (polovině) hrají dva spoluhráči

## Ostatní disciplíny

### Golf
Jde o golf hraný s footbagovými míčky; hráč stojí na místě (tam, kam dopadl míček při posledním odkopu) a kopne míček požadovaným směrem tak, aby na co nejméně kopů dosáhl k jamce; zajímavá soutěž vhodná i pro naprosté amatéry

### 4square (foursquare)
Hra „čtyř čtverců“ vhodná i pro amatéry (se základními schopnostmi udržení míčku ve vzduchu); mohou se účastnit jednotlivci i dvojice. Hraje se ve čtverci cca 3*3 metry, rozděleném na 4 menší očíslované (1;2;3;4) čtverce. Cíl hry je získat co nejvíce bodů. Bod se získá tak, když hráč v poli 4 vykopne míček, všichni 4 si s ním kopou a někomu spadne do jeho pole, případně ho kopne mimo pole. Bod takto získává pouze hráč v poli 4, ale hráč, který udělal chybu, vypadává a na jeho místo jde hráč z předchozího čtverce. Když vypadne nebo postoupí hráč v poli 1, jde na jeho místo hráč na začátku fronty, do které se vyřazení hráči staví. Hra je pro 5 až mnoho hráčů.

## Aktuální mistři světa

### Freestyle
- Open Singles Freestyle –  Patrik Černý (Česko)
- Open Doubles Freestyle –  Sergio Garcia (Španělsko) a   Paloma Pujol Mayo (Španělsko)
- Women Singles Freestyle –  Tina Aeberli (Švýcarsko)
- Sick 3 –  Jan Weber (Česko)
- Open Shred 30 –  Václav Klouda (Česko)

### Net
- Open Singles Net –  Walt Houston (USA)
- Open Doubles Net –  Benjamin Alston a Walt Houston (USA)
- Women Singles Net –  Genevicve Bousquet (Kanada)
- Women Doubles Net –  Maude Landreville a Genevicve Bousquet (Kanada)
- Mixed Doubles Net –  Matti Pohjola a Piia Tantarimaki (Finsko)